# Rayan Rupert
Rayan Rupert, född 31 maj 2004 i Strasbourg, är en fransk professionell basketspelare (SG) som spelar för Portland Trail Blazers i National Basketball Association (NBA).
Han draftades av Portland Trail Blazers i andra rundan i 2023 års draft som 43:e spelare totalt.